# Neiva Marina Carmona Franco
Neiva Marina Carmona Franco, amb el nom d'infiltrada Nieves López Medina, és una agent espanyola infiltrada pertanyent al Cos Nacional de Policia espanyol, de la trenta-setena promoció de l'Acadèmia d'Àvila. Els seus grups objectius durant sis mesos a Madrid foren Extinction Rebellion i Fridays For Future. Neiva havia sigut anteriorment policia local a Granada i havia estudiat a l'IES Fray Luis de Granada.
La seva presa de contacte amb els col·lectius es produí quan es va apuntar mitjançant un formulari públic per participar en una acció de desobediència civil contra la indústria fòssil organitzada per Rebel·lió o Extinció (XR). Va aparèixer per primera vegada en una formació que es va realitzar el 10 de desembre del 2023 per preparar aquesta acció. L'endemà, una trentena d'activistes van entrar al recinte tancat d'Arganzuela per ancorar-se a arbres i impedir-ne la tala. Tots van ser desnonats amb força violència i multats per desobediència. Nieves va participar de l'acció com una més de les activistes.
Tot i això, la seva actitud aviat va generar desconfiança entre les seves noves companyes de militància, ja que coneixia els noms i cognoms d'una persona que va estar present en l'acció, però que feia molt de temps que no militava en el moviment. A més, el seu comportament va estranyar des del principi i aixecà diverses sospites. A més de XR, Nieves va anar acudint a les assemblees de Fridays For Future, un moviment estudiantil ecologista. Com a coartada, Nieves deia ser reposadora a un supermercat Carrefour i viatjava amb moto, el que feu sospitar del seu compromís ecologista.
Des del principi, Nieves va mostrar un gran interès per la desobediència civil no violenta, una forma de mobilització que no és característica de Fridays For Future. També destacà la seva insistència a unir-se a la comissió de "relacions externes", una cosa inusual per a una nova membre. Semblava que el seu objectiu era acostar-se a grups més radicals com Futur Vegetal.
Nieves arribà a ser multada per "desobediència" en una acció de "No a la Tala" en la qual participà amb el moviment XR. L'agent no va dubtar a enviar la multa a XR perquè l'ajudessin a recórrer-la, pràctica habitual en aquest tipus de situacions. Precisament, la gestió del recurs d'aquesta multa va permetre al col·lectiu ecologista obtenir una fotocòpia del DNI encobert. Més endavant, el col·lectiu va utilitzar aquest document per sol·licitar al registre civil un certificat de naixement i esbrinar si Nieves existia. El problema era que aquesta persona no estava inscrita a l'Oficina de Registre Civil de Múrcia, malgrat que al seu carnet d'identitat constava que havia nascut a Múrcia.
El darrer cop que se la va veure en un espai militant de Madrid seria el 2 de juny de 2024, quan va participar en una acció de XR contra la indústria dels combustibles fòssils, amb 200 persones tallant la Gran Via de Madrid per exigir la fi dels subsidis als combustibles fòssils. Aquell dia fou molt evident que la seguien policies secretes i que va mantenir un perfil baix. Per llavors bona part dels col·lectius ja sospitaven que Nieves era una agent infiltrada, i es creu que fou degut al fracàs de la infiltració que va ser extreta ràpidament davant l'evident fracàs de l'operació.